# Sawa (Metropolit)

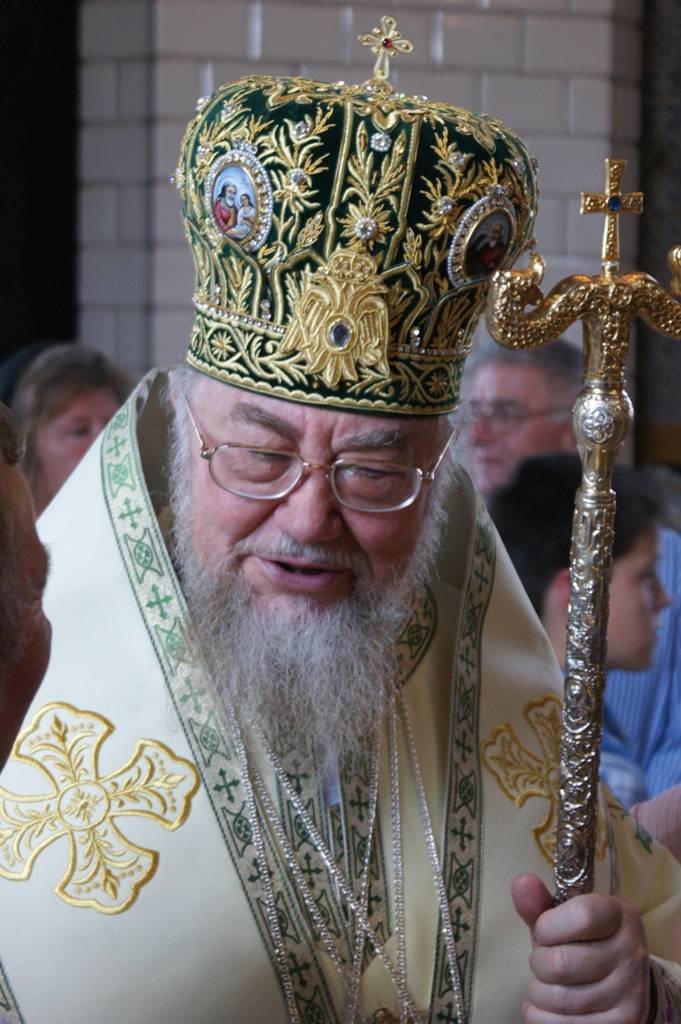
Sawa 2010

Sawa (* 15. April 1938 in Śniatycze bei Zamość, Polen; bürgerlich Michał Hrycuniak) ist seit 1998 Metropolit von Warschau und ganz Polen der Polnisch-Orthodoxen Kirche.

## Leben
Sawa wurde am 27. September 1964 zum Diakon, am 6. März 1966 zum Priester und in der Maria-Magdalena-Kathedrale in Warschau am 25. November 1979 zum Bischof geweiht. 1970 wurde er Archimandrit. Er wurde 1979 außerordentlicher Professor der Theologie für den Lehrstuhl für Dogmatik und Moraltheologie an der Christlichen Theologischen Akademie Warschau, deren Vize-Rektor er zwischen 1984 und 1990 war. Sawa war Bischof von Białystok und Danzig (1981–1998) und von Łódź und Posen (1979–1981). Am 18. April 1987 wurde er Erzbischof. Von 1994 bis 1998 leitete er das neue orthodoxe Militärordinariat der polnischen Armee. 1996 wurde er von Präsident Aleksander Kwaśniewski, der ihn 2000 mit dem Orden Polonia Restituta auszeichnete, zum Brigadegeneral ernannt. Von 1980 bis 1991 war er Mitglied der Kommission für Glauben und Kirchenverfassung des Ökumenischen Rates der Kirchen. Am 12. Mai 1998 wurde er vom Rat der Bischöfe der Polnisch-Orthodoxen Kirche zum Oberhaupt gewählt.

## Kontroversen
Im Mai 2022 erklärte Sawa, die Polnisch-Orthodoxe Kirche werde nicht an Gottesdiensten, Beratungen, Veranstaltungen und Aktionen im Rahmen der Ökumene teilnehmen, sofern evangelische „Presbyterinnen“ dabei auftreten sollen. Seine Kirche lehne die Frauenordination weiterhin entschieden ab.
Im Februar 2023 schickte er einen Brief an den russisch-orthodoxen Patriarchen Kyrill I., in dem er ihn angesichts der Versuche, die „Stabilität der Kirche zu zerstören“, seiner Solidarität versicherte, Sawa verwies in diesem Zusammenhang ohne nähere Erläuterung auf „das, was in der Ukraine geschehen ist“. Das Schreiben wurde in Polen scharf kritisiert, es wurde als Zustimmung zu dem Kurs Kyrills angesehen, der den russischen Überfall auf die Ukraine wiederholt als „Kampf gegen das Böse“ gerechtfertigt hat.